# Vlag van Gedo
De vlag van Gedo wordt gebruikt in Gedo, een regio in de deelstaat Jubaland in Somalië. De vlag werd op 15 oktober 1998 aangenomen en bestaat uit een horizontale driekleur van rood, geel en wit met de halve maan op de rode streep en een witte vijfpuntige ster op dezelfde streep.